# Supercoppa serba 2019 (pallavolo femminile)
La Supercoppa serba 2019 si è svolta il 17 ottobre 2019: al torneo hanno partecipato due squadre di club serbe e la vittoria finale è andata per la prima volta allo Železničar Lajkovac.

## Regolamento
Le squadre hanno disputato una gara unica.

## Squadre partecipanti
| Squadra             | Qualificazione                                         | Ultima partecipazione |
| ------------------- | ------------------------------------------------------ | --------------------- |
| Stella Rossa        | Finalista Coppa di Serbia 2018-19                      | Supercoppa serba 2014 |
| Železničar Lajkovac | Vincitrice Superliga 2018-19 / Coppa di Serbia 2018-19 | Supercoppa serba 2018 |

## Torneo
| 17 ottobre 2019 Sportski centar Voždovac, Belgrado Durata: 1h:18 - Spettatori: 350 | Stella Rossa | 0 - 3 | Železničar Lajkovac | 20-25, 20-25, 22-25 |